# 위통 시티마스터

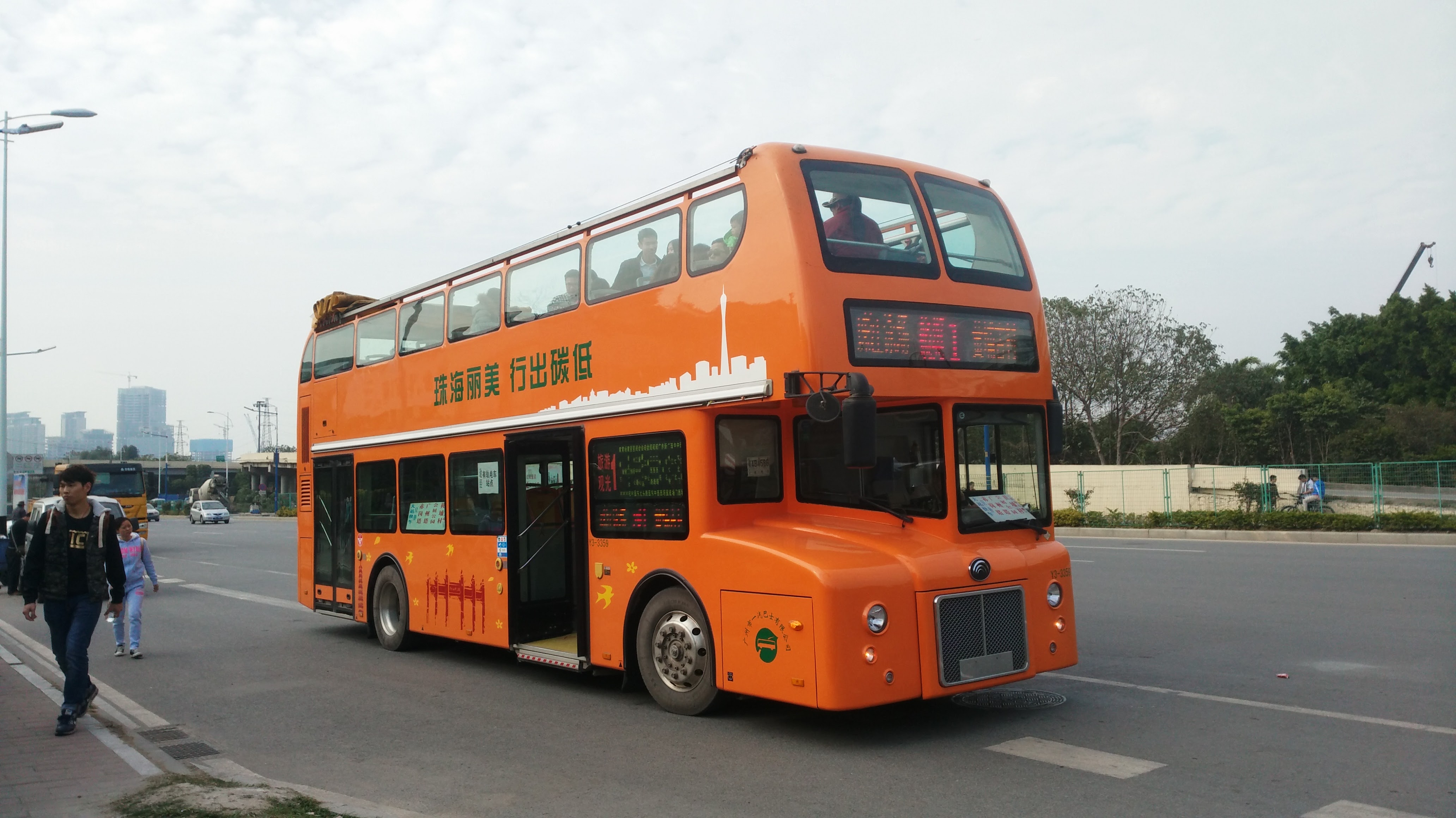
중국 광저우시에서 운행 중인 위통 시티마스터

위통 시티마스터(영어: Yutong City Master)는 1948년부터 스코페에서 버스 노선을 운영해온 공기업인 JSP Skopje를 위해 최초로 설계된 저상 2층 버스의 2011년 모델이고, 디자인은 복고풍 스타일이다. 런던의 AEC 루트마스터에서는 총 220대를 출고한 적이 있었다.
2010년 4월 14일, 마케도니아 정부는 3550만 유로 상당의 중국의 버스 생산 회사인 위통버스에 2층 버스 202대를 도입하였다.
최초로 68개의 노선이 2011년 9월 6일에 운행을 재개하였다.관광객을 위한 탈착식 지붕이 있는 카브리올레 버스 15대를 포함하여 총 버스 대수는 220대로 증가했다. 프로젝트 비용은 마케도니아 정부가 지불한 4100만 유로가 넘는다.
일부 차량은 광저우 및 장먼시와 같은 중국의 일부 도시에도 존재하다.

## 디자인
시티마스터는 이전에 스코페에서 사용되었던 이전 런던 2층 버스인 Leyland Titans와 유사한 "복고풍" 스타일로 설계되었다. 수백 대의 런던 버스가 1950년대에 유고슬라비아 정부에 의해 구매되어 도시 기반 시설의 80%가 파괴된 1963년 스코페 지진까지 스코페에서 사용되었다.
프로토타입 모델은 2011년 3월 1일 스코페 거리에 등장했다.
시티마스터는 고품질 ECO 5와 함께 영국에서 제조된 미국 커민스 디젤 엔진으로 구동된다. 프레임워크는 독일에서 제조되고 섀시만 중국에서 제조된다.

## 같이 보기
- 뉴 루트마스터 - 센트럴 런던으로 가는 TFL의 플래그십 버스